# Toronto Raptors
Toronto Raptors és un equip professional de bàsquet amb seu a Toronto, Ontario (Canadà). Participa en la Divisió Atlàntica de la Conferència Est de l'NBA, la lliga per excel·lència dels Estats Units. L'aventura dels Raptors de Toronto va començar l'any 1995 quan l'NBA, juntament amb la creació dels Vancouver Grizzlies, va decidir expandir-se cap al Canadà. Actualment però, són l'únic equip canadenc de la lliga. Varen començar jugant a l'Skydome, fins que l'any 1999 es traslladaren a l'Air Canada Centre, que posteriorment s'ha renombrat com Scotiabank Arena.

## Història de la franquícia
- Toronto Raptors (1995-present)

### Naixement de la franquícia

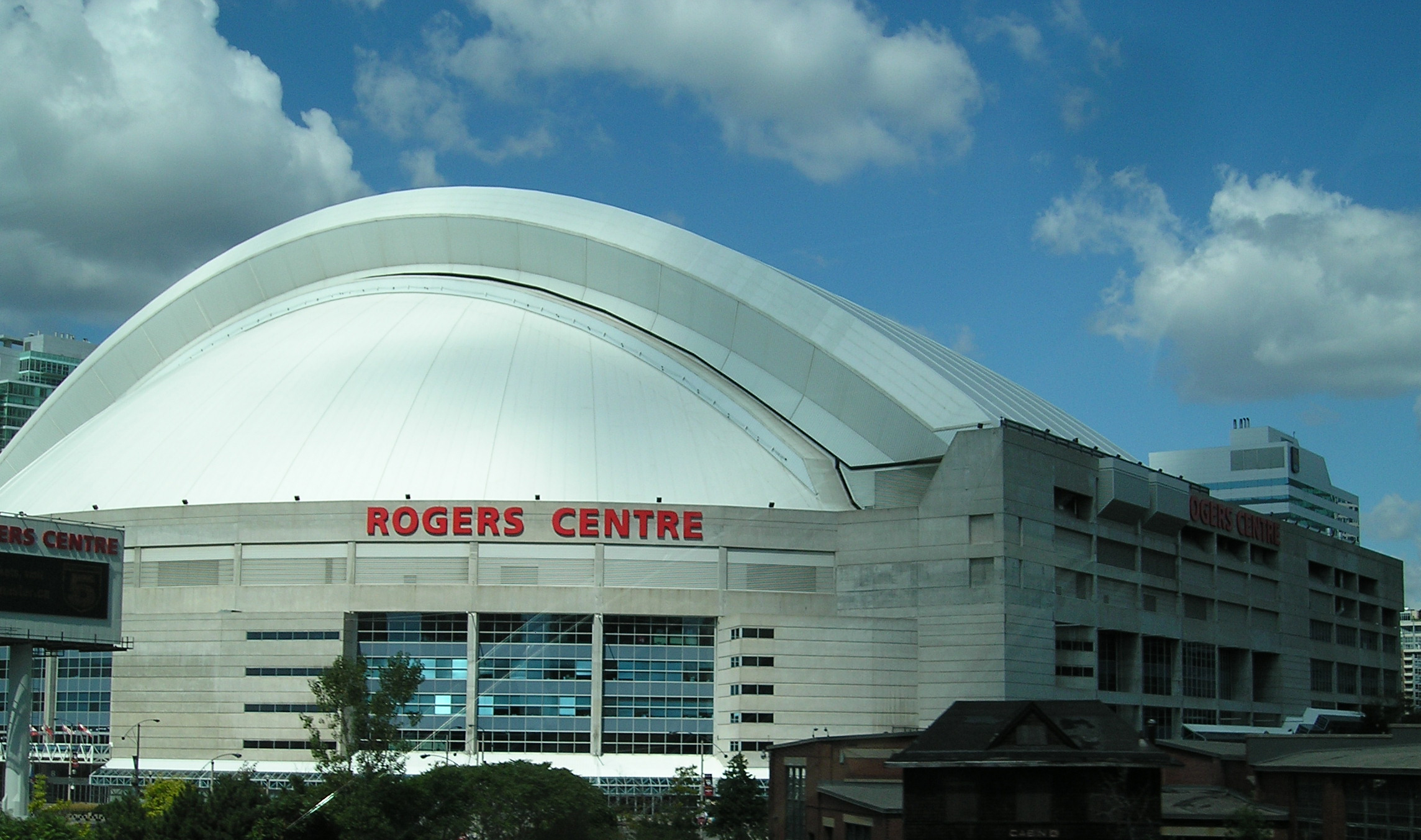
El Rogers Centre va ser el pavelló dels Raptors fins a l'any 1999.

Els Toronto Raptors es van fundar el 30 de setembre de 1993, quan l'NBA va decidir ampliar les fronteres i permetre equips canadencs. Es va convertir en la franquícia número 28 de la lliga, sent el primer equip professional de bàsquet de la ciutat de Toronto des de la desaparició dels Toronto Huskies en els anys 40.
Un concurs a nivell nacional va ajudar a triar el nom de la franquícia i el logotip de l'equip. Entre els 10 finalistes hi havia una gran majoria de noms d'animals, com els Beavers (castors), però finalment, influïts per la popularitat en aquelles dates de la pel·lícula Parc Juràssic, es va decidir pel sobrenom de l'extint animal. El 15 de maig de 1994, el seu primer mànager general, l'ex-jugador Isiah Thomas, presentava davant els mitjans el nom i el logotip. Els colors triats van ser el vermell, el morat, el negre i el platejat, triats com a homenatge a l'inventor del bàsquet, el canadenc James Naismith.
Com a general manager, Thomas es va envoltar de gent de confiança per als llocs de responsabilitat de l'equip, oferint-li a l'entrenador assistent dels Detroit Pistons, Brendan Malone, el lloc d'entrenador principal. L'equip es va completar mitjançant un Draft d'expansió en el qual els dos equips nous podien triar els descartats d'equips de la resta de la lliga. Una moneda a l'aire va decidir que fos Toronto qui triés primer, escollint a B. J. Armstrong, un especialista en tirs de 3 punts. Aquest, no obstant això, va refusar jugar al Canadà, sent traspassat a Golden State Warriors a canvi de Carlos Rogers i Victor Alexander. Thomas va seleccionar també un bon grup de veterans de la lliga, com Jerome Kersey, Willie Anderson o el seu ex-company en els Pistons John "L'Aranya" Salley.
Després vindria el Draft de l'NBA de 1995, en el qual triaven en segona posició, fent-se amb Damon Stoudamire, un base anotador de la Universitat d'Arizona, al voltant del qual Thomas va voler construir la franquícia. Van ser molts els afeccionats que van criticar aquesta decisió, però aviat van haver de callar. En el seu partit inaugural, Stoudamire va fer 10 punts i va donar 10 assistències, per derrotar els New Jersey Nets, i va acabar la temporada sent nomenat Rookie de l'Any, després de fer una mitjana 19 punts i 9,3 assistències per partit. L'equip va acabar la temporada amb un rècord de 21-61, encara que poden presumir de ser un dels pocs equips que van batre als Chicago Bulls aquell any, que va acabar aquesta temporada amb el segon millor registre de la història de l'NBA, amb 72 partits guanyats per tan sols 10 perduts.
L'assistència als partits va créixer durant la temporada 1996-97, i l'equip va millorar el seu rècord aconseguint 9 victòries més que l'any anterior. En el Draft de 1997 van seleccionar en la segona posició al pivot Marcus Camby. En finalitzar la temporada, Camby es va fer un lloc en el millor quintet de Rookies de l'any, mentre Stoudamire va continuar jugant bé, amb una mitjana de 20,2 punts i 8,8 assistències per partit. Igual que en la temporada anterior, els Raptors van aconseguir victòries contra equips que, fet i fet, estarien en les rondes finals dels playoffs, com les assolides davant dels Chicago Bulls, els campions, però també davant dels altres tres finalistes de Conferència, Houston Rockets, Utah Jazz i Miami Heat. No obstant això, amb els equips en hores baixes les coses eren molt diferents, com ho demostren les tres derrotes sofertes davant dels Boston Celtics, que va acabar l'any amb un rècord de 15 victòries per 65 derrotes.

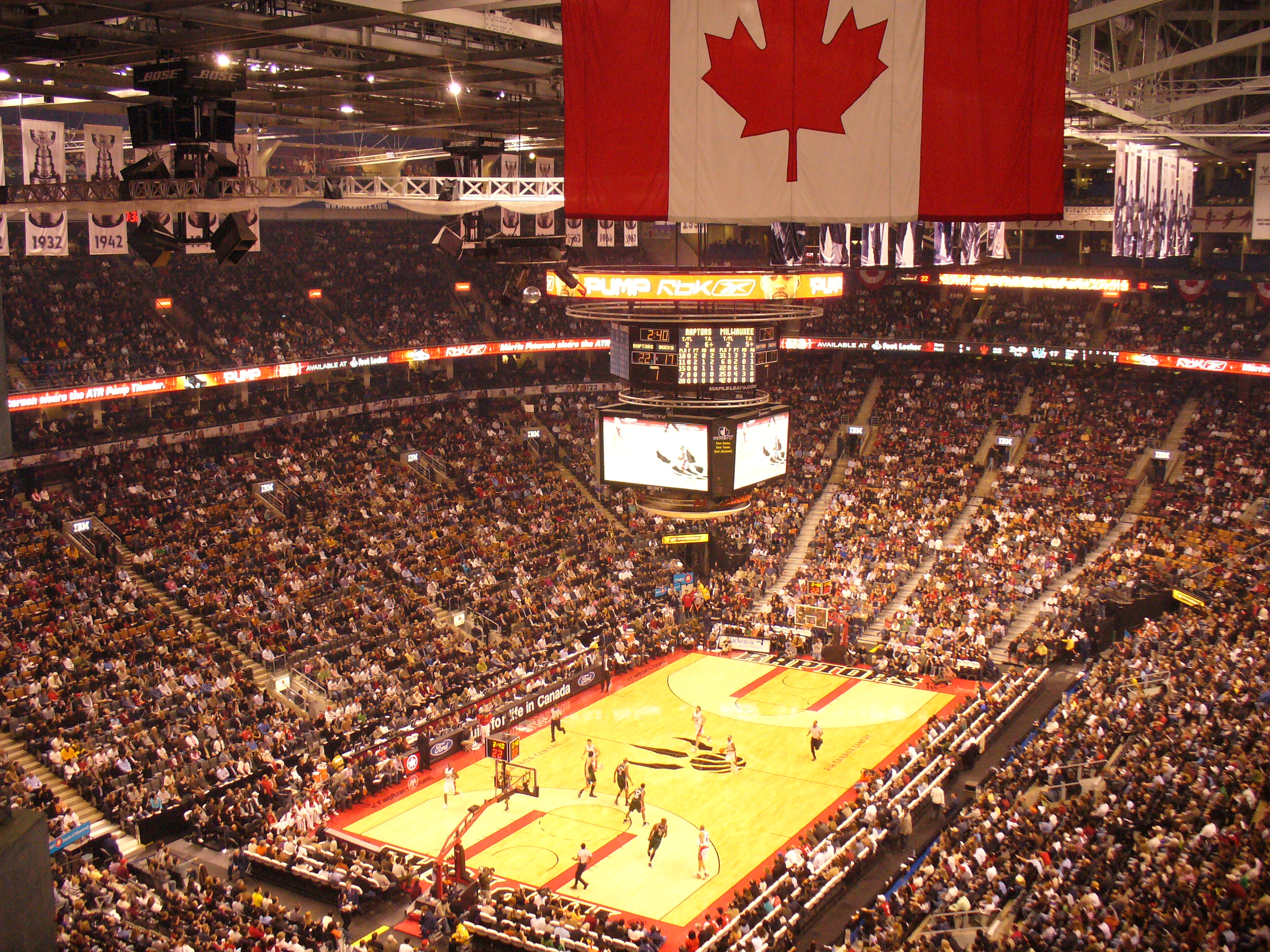
L'Air Canada Centre, ple durant un partit dels Raptors.

Els Raptors van començar la temporada 1997-98 amb un prometedor balanç en la pretemporada de quatre victòries i quatre derrotes, però ràpidament es va evaporar l'esperança, a causa d'una sèrie de nombroses lesions que els van fer perdre 17 partits de forma consecutiva. Isiah Thomas va ser destituït del seu càrrec, i immediatament Stoudamire va demanar ser traspassat, fet que va ocórrer el febrer de 1998, quan el primer jugador franquícia dels Raptors va ser enviat als Portland Trail Blazers al costat de Walt Williams i Carlos Rogers a canvi de Kenny Anderson, Alvin Williams, Gary Trent, dues futures primeres rondes del Draft, una futura segona ronda i diners. Anderson va refusar anar a Toronto, per la qual cosa va ser traspassat als Boston Celtics juntament amb Zan Tabak i Popeye Jones a canvi de Chauncey Billups, Dee Brown, Roy Rogers i John Thomas. En aquest moment tenien 5 rookies en la plantilla, inclòs el jugador de 18 anys Tracy McGrady, que en aquest moment era el més jove de la lliga. Van pagar la seva inexperiència tornant a un balanç negatiu de 16 victòries per 66 derrotes.
Durant el Draft de 1998 es va produir un moviment decisiu per a la franquícia. Van traspassar a Antawn Jamison, triat en la quarta posició, a Golden State Warriors, a canvi de Vince Carter, que havia estat triat cinquè. Per donar més credibilitat a l'equip, van traspassar a Camby a New York Knicks a canvi del veterà i experimentat Charles Oakley, que podia guiar als joves valors de la plantilla. Al costat d'Oakley va arribar també Kevin Willis, un altre il·lustre veterà, que enfortiria la posició de pivot, mentre que les posicions exteriors es cobrien rotant a Dee Brown, Alvin Williams i Doug Christie, encara que l'equip finalment no va aconseguir entrar en els playoffs, amb un percentatge de victòries del 46 %, les perspectives es van tornar optimistes, amb l'evolució del sempre imprevisible Carter, nomenat aquesta temporada Rookie de l'any, i amb el futur All Star McGrady.

### Tres anys de Playoffs

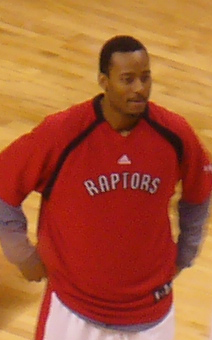
Morris Peterson, seleccionat en el Draft de l'any 2000.

En el Draft de 1999, creient que els Raptors tenien una significativa manca d'uns homes alts que imposessin, l'equip va traspassar la seva primera elecció en el Draft, Jonathan Bender, a canvi del veterà pivot dels Indiana Pacers Anthony Davis. La rotació d'aquest en els llocs propers a la cistella, al costat d'Oakley i Willis, combinada amb l'adquisició de maduresa dels homes de fora com Carter o McGrady, van fer que l'any 2000 aconseguissin per primera vegada en la història de la franquícia els playoffs, un fet que ja havia promès Carter als seus seguidors la temporada anterior. No obstant això van pagar la novatada, ja que van ser escombrats en primera ronda pels New York Knicks per un contundent 3-0. Malgrat això, i gràcies també al fet que Vince Carter va guanyar el Concurs de mats a l'All-Star Weekend de l'NBA de l'any 2000, el públic va anar en augment. Aquesta temporada va ser també la primera que van jugar completa a l'Air Canada Centre, després que el Rogers Centre se'ls quedés petit. Al final de la temporada regular, van aconseguir un balanç de 45 victòries per 37 derrotes.
Al començament de la temporada 2000-01 es fa efectiu el fitxatge de Lenny Wilkens com a entrenador, un home amb trenta anys d'experiència en les banquetes i membre del Basketball Hall of Fame. La plantilla també es renova, començant amb la contractació del veterà base Mark Jackson per quatre temporades. No obstant això, a causa del ressorgiment d'Alvin Williams, sobretot en els moments clau, Jackson és traspassat als Knicks a meitat de temporada, per donar més minuts a Williams. Vince Carter passaria a jugar d'escorta en detriment de Doug Christie, que seria traspassat a canvi de Corliss Williamson. Aquest no va tenir una bona temporada, sent traspassat posteriorment a canvi del bon defensor Jerome Williams. Encara que McGrady i Carter van mostrar la mateixa progressió al mateix temps, la premsa i els afeccionats van posar tota la seva atenció en aquest últim, i a conseqüència d'això T-Mac va ser finalment traspassat a Orlando Magic en finalitzar la temporada, a canvi d'una primera elecció en el Draft de l'NBA.
Com van predir els analistes, l'equip va passar amb moltes dificultats la primera ronda dels playoffs davant dels New York Knicks, als qui van guanyar 3-2. En segona ronda es van creuar amb els Sixers, un equip que basava tot el seu potencial ofensiu i defensiu en Allen Iverson i Dikembe Mutombo. Les sèries van arribar igualades al setè i definitiu partit, i tot es va decidir en els últims segons, quan Carter va fallar un tir des de 6 metres sobre la botzina que hagués suposat la classificació per a la Final de Conferència. Carter va ser criticat posteriorment per haver assistit el matí de la decisiva trobada a la seva graduació a la Universitat de Carolina del Nord. Malgrat la derrota, la temporada es va considerar molt positiva, després d'haver aconseguit el millor balanç de la història (47 victòries per 35 derrotes) i finalitzar segons de la Divisió Central.

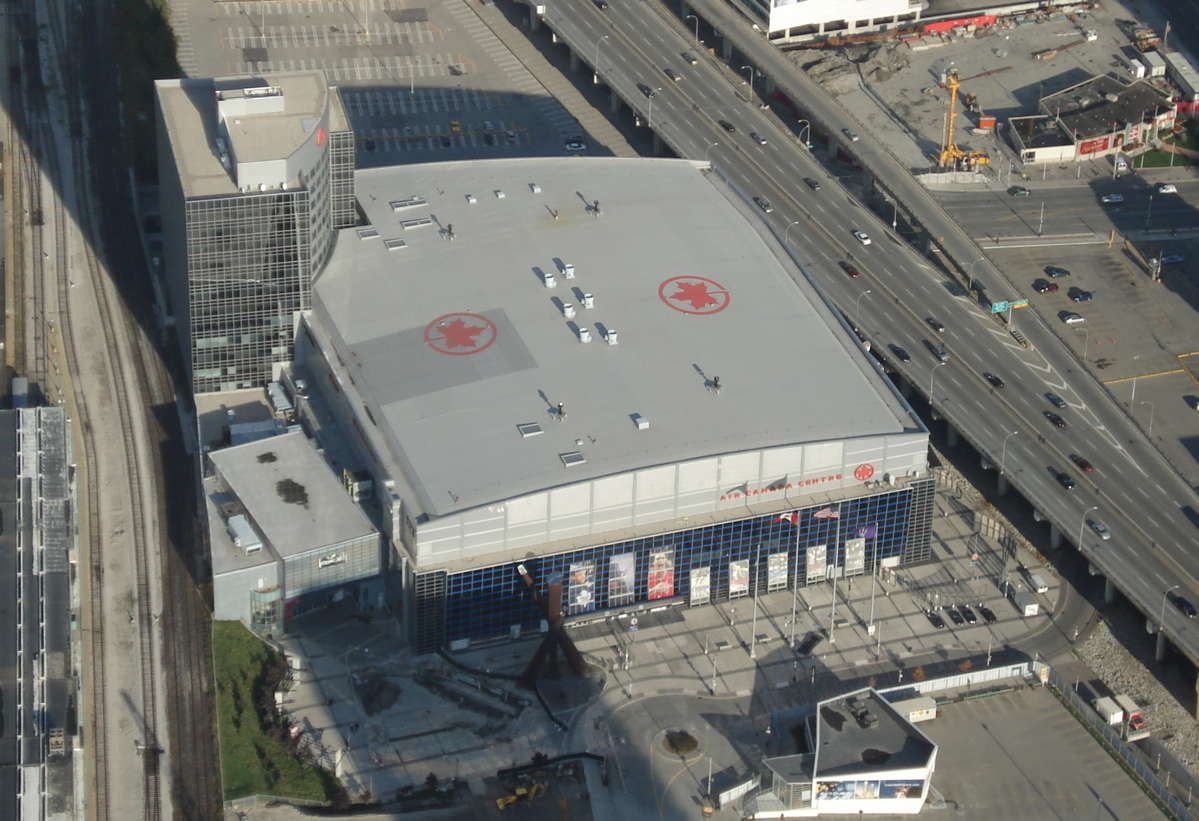
Els Raptors es van mudar a l'Air Canada Centre el 1999.

La recol·locació dels Vancouver Grizzlies a Memphis, l'any 2001, va deixar a Toronto com l'únic equip canadenc de la lliga. Per assegurar-se que Vince Carter renovés el seu contracte, van revisar els d'Alvin Williams, Jerome Williams i Anthony Davis, i es van fer amb els serveis de l'antic MVP de l'NBA Hakeem Olajuwon, per proveir a Carter d'un bon suport sota la cistella. Els Raptors estaven aparentment en el bon camí d'aconseguir una nova temporada competitiva, amb un balanç de 29 victòries i 21 derrotes abans del parèntesi de l'All-Star Weekend de l'NBA. Per tercer any consecutiu, Carter va ser el jugador que més vots va aconseguir per l'All-Star Game de l'NBA, però una tendinitis li va fer perdre's l'esdeveniment anual, i la resta de la temporada. Sense el seu jugador-franquícia, els Raptors van encadenar una ratxa de 13 partits perduts de forma consecutiva. Just quan la temporada semblava perduda, una bona ratxa els va permetre guanyar 12 dels seus últims 14 partits, aconseguint passar als playoffs a l'últim moment.
Tot i que Toronto va millorar en l'aspecte defensiu, en atac Carter va ser aturat pels Detroit Pistons en la primera ronda. En el primer partit van passar per sobre de l'equip canadenc, guanyant 83-65, amb una extraordinària actuació de Ben Wallace pels Pistons, aconseguint 19 punts, 20 rebots, 3 taps i 3 robatoris de pilota. Detroit va guanyar també el segon partit, però els Raptors van aconseguir igualar l'eliminatòria a casa, aconseguint el 2-2 i forçant un cinquè i definitiu partit. Després d'un final igualat, finalment Toronto es va acomiadar dels playoffs, i va començar una petita revolució en el vestuari, amb Childs, Clark i Curry deixant l'equip en finalitzar la temporada.

### De tornada a la lluita

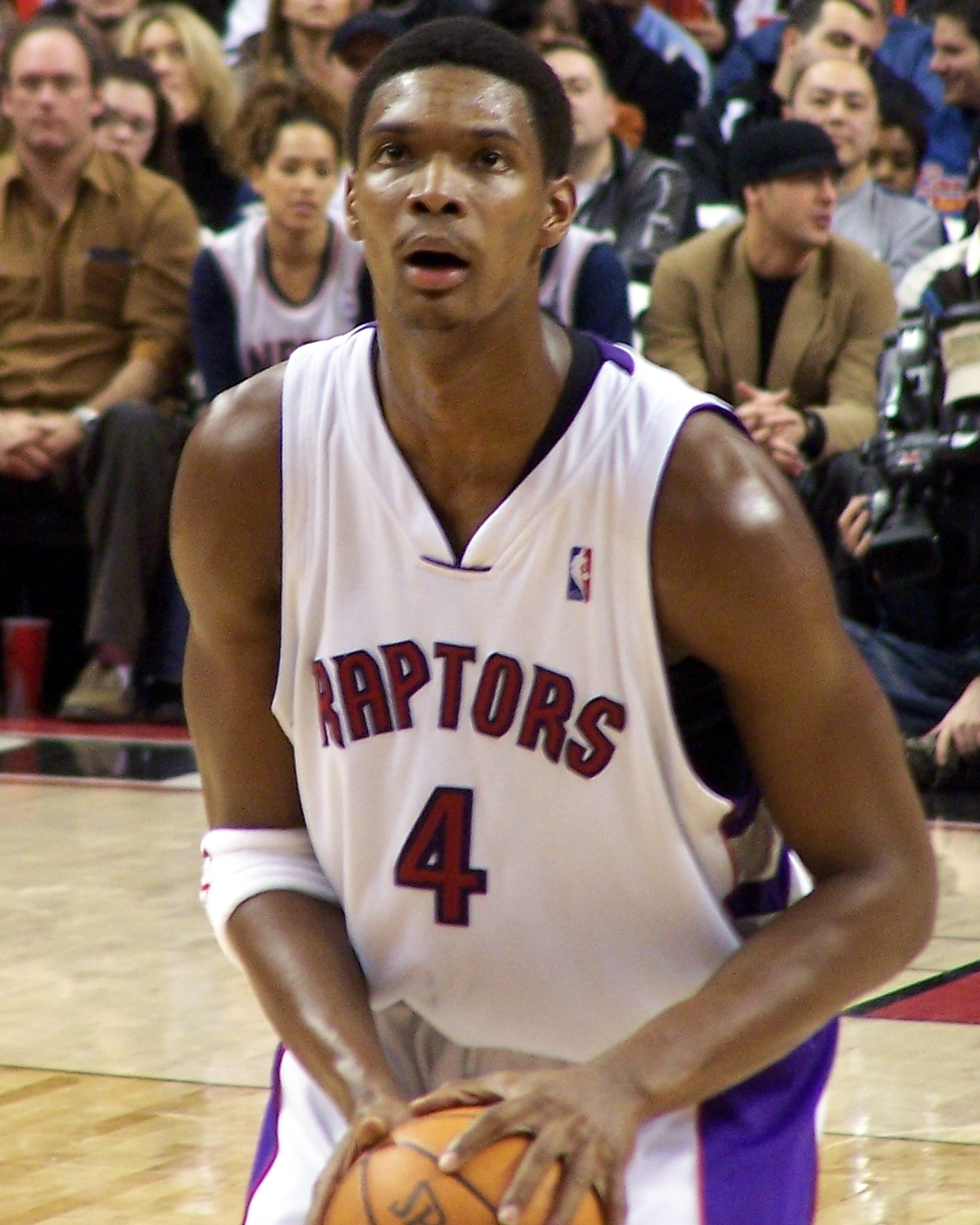
Des del traspàs de Vince Carter el 2005, Chris Bosh ha estat el jugador franquícia a Toronto.

La temporada 2002-03 va començar amb el mateix optimisme que les tres anteriors quan es van aconseguir els playoffs, però aviat tot es tornaria negatiu. Cartes, triat per jugar com a titular l'All-Star Game de l'NBA de l'any 2003, va començar amb una sèrie de lesions que el desestabilitzarien durant tota la temporada, Anthony Davis va començar a mostrar desinterès per Toronto, i l'actitud de Wilkewns en la banqueta, amb un deixar fer, va fer que l'equip perdés tota la motivació i l'esperit de lluita de temporades anteriors. A més, l'equip es va veure immers en una plaga de lesions, batent un trist rècord, sent l'equip de l'NBA que en tota la història s'havien perdut més partits els seus jugadors per lesions, amb un total de 519, sent a més l'únic equip que no va poder comptar amb 12 jugadors de la seva plantilla en un partit. La premsa local va criticar amb duresa a Wilkens, just l'any que sobrepassava a Bill Fitch com a entrenador amb més derrotes de l'NBA. Els Raptors van acabar la temporada amb un balanç de 24 victòries per 58 derrotes, la qual cosa va suposar que Wilkens fos acomiadat. Però no tot van ser males notícies, ja que en el draft de 2003 s'anaven a fer amb una futura estrella de la lliga: Chris Bosh.
La cantant canadenca de country Shania Twain va ajudar a llançar la nova equipació com a visitant, de color vermell, al començament de la temporada 2003-04, i sembla que li va portar sort en el seu debut, el 29 d'octubre de 2003 davant New Jersey Nets, el vigent campió de la Conferència Est, que van derrotar per 90-87. No obstant això, el joc dels Raptors es va tornar inconsistent, en part a causa de les lesions de jugadors clau, com Halin Rose, Alvin Williams i Carter. L'1 de novembre de 2003 fins i tot van igualar un rècord de l'NBA negatiu, sent l'equip que menys punts ha aconseguit en un partit, contra Minnesota Timberwolves, perdent 56-73. Després de 50 partits disputats, el balanç era d'un 50 % de victòries, en llocs de playoffs, però les lesions van ser de nou determinants, acabant els partits que restaven amb un pobre balanç de 8-24. L'única notícia positiva d'aquesta temporada va ser el nomenament de Chris Bosh en el millor quintet de rookies de la lliga, després de fer una mitjana d'11,5 punts i 7,4 rebots.

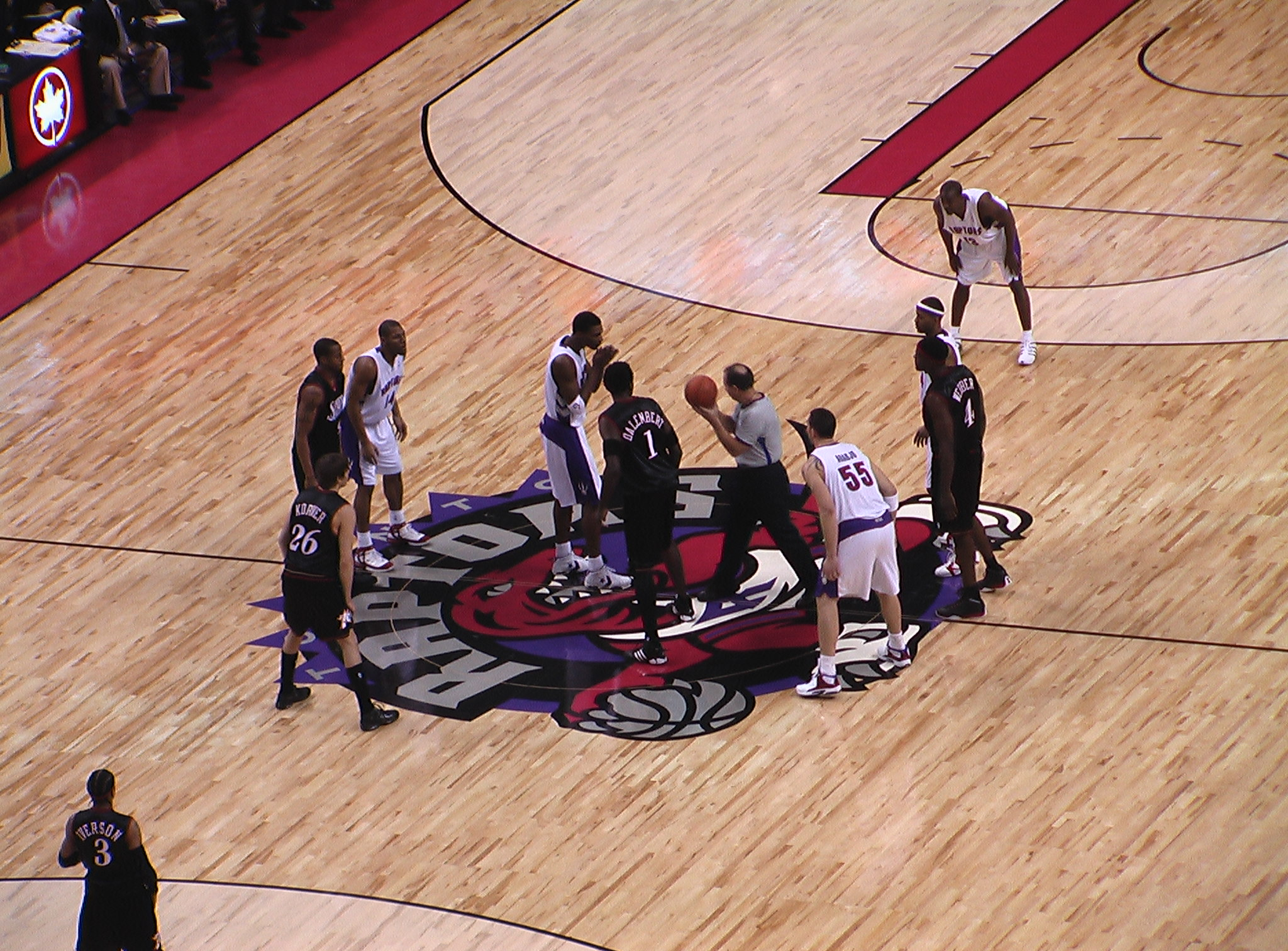
Raptors vs. Sixers, 19 de desembre de 2005.

Després del fracàs d'aquesta temporada, tant el Mànager General com l'entrenador Kevin O'Neill van ser acomiadats. Aquest va ser reemplaçat per Sam Mitchell, un antic jugador de l'NBA i fins a aquest moment entrenador assistent a Milwaukee Bucks. Rob Babcock va ser nomenat mànager general i Alex English Director de Desenvolupament de Jugadors. En aquesta temporada de transició, els Raptors van millorar aconseguint un balanç de 33 victòries i 49 derrotes.
En la temporada 2004-05, l'equip va ser enviat a la Divisió Atlàntica. Un dels primers moviments del GM va ser l'elecció de Rafael Araújo en el Draft d'aquest any. Aquesta elecció va ser durament criticada pels afeccionats i analistes. Poc després, Carter va demanar a la directiva que el traspassessin en finalitzar la campanya. Aquest arriba no obstant això a meitat de temporada, rebent a canvi al pivot Alonzo Mourning, els alers Eric Williams i Aaron Williams i dues futures eleccions en el Draft per part de New Jersey Nets. Mourning no va acceptar el tracte, i Babcock es va veure forçat a liquidar el seu contracte a canvi de 10 milions de dòlars, deixant lliure a Alonzo per fitxar per Miami Heat. Eric i Aaron Williams van arribar a l'equip per reforçar l'aspecte defensiu, però van ser infrautilitzats pel seu entrenador durant tota la temporada. Els analistes van predir el final de l'era Babcock, i finalment li va costar el lloc de treball.
Els Raptors van continuar la seva reconstrucció durant el Draft de 2005, seleccionant a Charlie Villanueva, Joey Graham, Roko Ukic i Uros Slokar. Van començar la seva pretemporada traspassant a Alston a Houston Rockets, a canvi de Mike James, i van contractar com agent lliure a l'espanyol José Manuel Calderón. Malgrat totes les incorporacions, la temporada 2005-06 va ser una decepció, van aconseguir un rècord negatiu de la franquícia en perdre els seus nou primers partits, i 15 dels seus 16 primers. Davant d'aquest desastre, van contractar a l'exentrenador de la Universitat de Purdue, Gene Keady, com a assistent per ajudar a desenvolupar la integració de tots els joves que havien arribat a l'equip.
No obstant això, l'erràtica trajectòria dels Raptors en aquesta temporada es demostra quan pocs dies després d'aconseguir el seu rècord d'anotació en un partit (129 punts contra els Knicks), van deixar escapar un avantatge de 18 punts enfront dels Lakers i van permetre que Kobe Bryant anotés 81 punts, la segona major anotació individual de la història després dels mítics 100 punts de Wilt Chamberlain. Malgrat tot, la temporada no va ser un desastre total. Villanueva va impressionar tant als crítics com als afeccionats, i va acabar segon en la votació al Rookie de l'Any. Bosh va ser triat com a reserva per l'All-Star Game de l'NBA d'aquest any, sent el tercer Raptor que ho aconseguia, després de Davis i Carter. Després d'una inoportuna lesió de Bosh, van acabar la lliga amb un balanç de 27 victòries per 55 derrotes.

### La tornada als playoffs
La temporada 2006-07 serà una de les temporades més recordades a Toronto, ja que l'equip per primera vegada en la seva història va aconseguir el títol de divisió i es va colar als playoffs després de cinc anys com a tercer de la Conferència Est.
A més, en la temporada regular, l'equip va igualar el seu rècord de victòries amb 47 i va aconseguir per primera vegada el factor pista al seu favor.
La plantilla va tenir un canvi important respecte a l'any anterior, i molta culpa d'això la va tenir Bryan Colangelo, que estava perfilant un equip a l''europea' que al final acabaria donant els seus fruits. Va mantenir a Sam Mitchell malgrat que no va ser una adquisició seva, i també es va tornar en encert perquè va acabar aconseguint el guardó d'Entrenador de l'Any de l'NBA.
Entre els encerts més notables també cal destacar l'elecció en el nº 1 del Draft de 2007 a l'italià Andrea Bargnani, els fitxatges d'Anthony Parker i Jorge Garbajosa com a agents lliures, el trade que va enviar a Charlie Villanueva a Milwaukee Bucks a canvi del base T.J. Ford i l'extensió del contracte per 3 anys més de Chris Bosh. Maurizio Gherardini, procedent de la Benetton Treviso, seria el nou vicepresident i l'assistent del general mànager Colangelo.

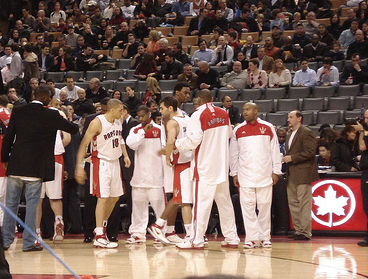
El col·lectiu va ser la clau de l'èxit dels Toronto Raptors.

Toronto va començar malament la temporada amb un balanç de 2-8 i la primera meitat de campanya es va saldar amb un resultat irregular. No obstant això, l'equip va espavilar i en el seu sprint per aconseguir no només entrar als playoffs, sinó també l'avantatge de camp, es va arribar al rècord de victòries de la franquícia amb 47.
Bosh va aconseguir el seu rècord en punts i rebots, la qual cosa unit a la bona temporada del seu equip, li va valer per estar present a l'All-Star Weekend de l'NBA. Mitchell va aconseguir el premi de millor entrenador per primera vegada en la franquícia de Toronto i, com no podia ser d'una altra forma, Collangelo es va fer amb el d'Executiu de l'Any.
El 24 d'abril de 2007, els Raptors guanyarien el seu primer partit dels playoffs en cinc anys després de derrotar en el 2n partit de la primera ronda a New Jersey Nets per 89-83, no obstant això, l'equip acabaria caient 4-2.

### Temporada 2007-08
Després d'acabar la temporada 2006-07, els propietaris de la franquícia van haver d'adaptar-se al límit salarial transformant la seva plantilla, traspassant al veterà Morris Peterson a New Orleans Hornets, amb els quals va signar un contracte de quatre anys i 23 milions de dòlars i fitxant a Carlos Delfino, Jamario Moon, Maceo Baston i a l'especialista en triples de tres punts Jason Kapono.
La pretemporada va començar a Europa, concretament a Roma, on van disputar dos partits, davant dels Boston Celtics, perdent 89-85, i davant la Lottomatica Roma, equip al que van guanyar 93-87. Es van traslladar posteriorment a Madrid, on van tornar a perdre, aquesta vegada contra l'equip de la Lliga ACB del Reial Madrid, per 104-103.

### Temporada 2018-19
El 13 de juny de 2019 els Toronto Raptors es van proclamar campions de l'NBA per primera vegada a la seva història, després de derrotar els Golden State Warriors a les finals.

## Pavellons

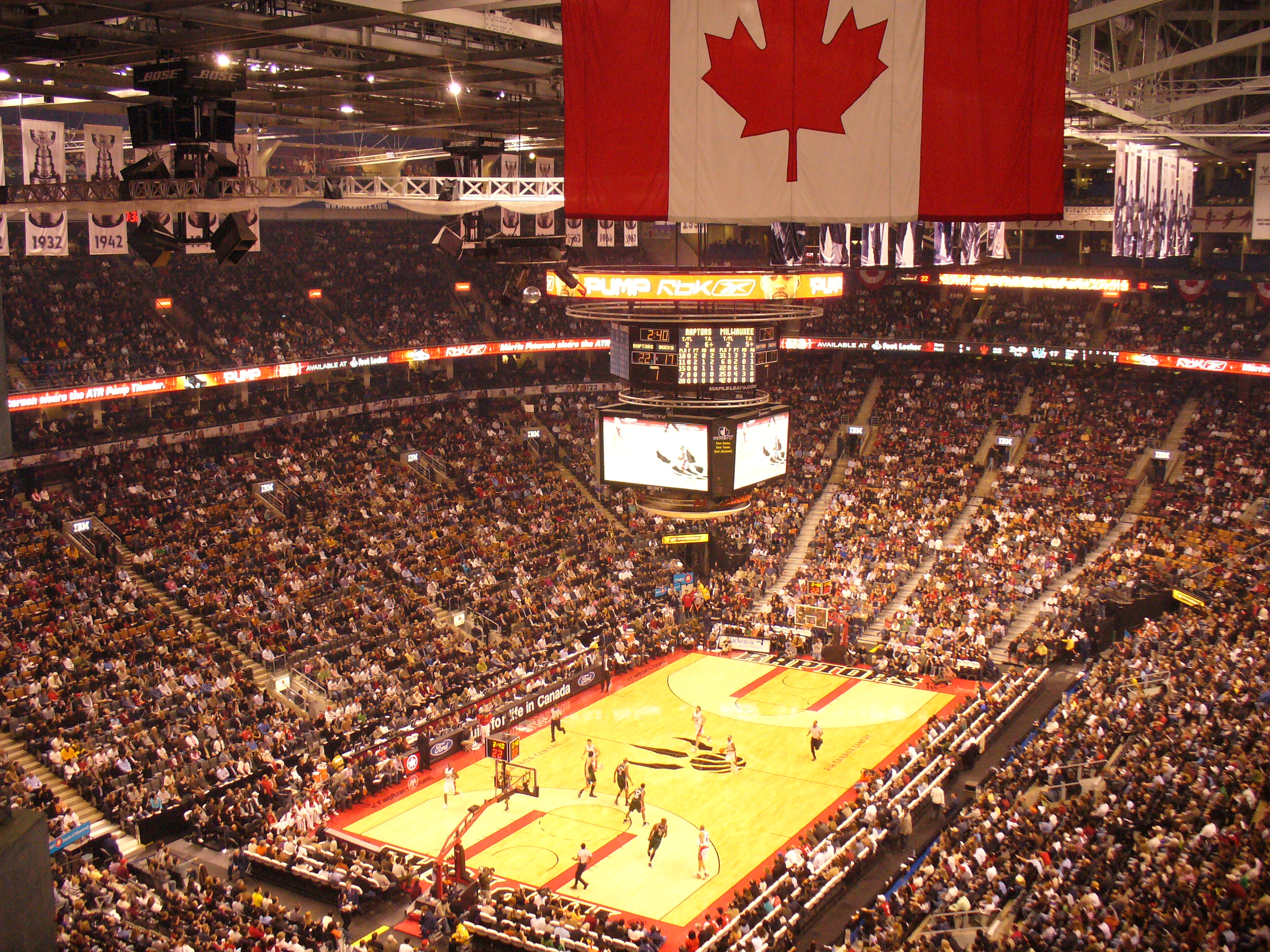
Air Canada Centre

- Rogers Centre (anteriorment anomenat Skydome) (1995–1999)
- Air Canada Centre/Scotiabank Arena[43] (1999–avui)

## Historial (1995-2009)
Llegenda: G: Partits guanyats P:Partits perduts %:porcentatge de victòries
| Temporada       | G   | P   | %    | Play-offs                       | Resultats                                       |
| --------------- | --- | --- | ---- | ------------------------------- | ----------------------------------------------- |
| Toronto Raptors |     |     |      |                                 |                                                 |
| 1995-96         | 21  | 61  | .256 |                                 |                                                 |
| 1996-97         | 30  | 52  | .366 |                                 |                                                 |
| 1997-98         | 16  | 66  | .195 |                                 |                                                 |
| 1998-99         | 23  | 27  | .460 |                                 |                                                 |
| 1999-2000       | 45  | 37  | .549 | 1ª Ronda                        | New York 3, Toronto 0                           |
| 2000-01         | 47  | 35  | .573 | 1ª Ronda Semifinals Conferència | Toronto 3, New York 2 Philadelphia 4, Toronto 3 |
| 2001-02         | 42  | 40  | .512 | 1ª Ronda                        | Detroit 3, Toronto 2                            |
| 2002-03         | 24  | 58  | .293 |                                 |                                                 |
| 2003-04         | 33  | 49  | .402 |                                 |                                                 |
| 2004-05         | 33  | 49  | .402 |                                 |                                                 |
| 2005-06         | 27  | 55  | .313 |                                 |                                                 |
| 2006-07         | 47  | 35  | .573 | 1ª Ronda                        | New Jersey 4, Toronto 2                         |
| 2007-08         | 41  | 41  | .500 | 1ª Ronda                        | Orlando 4, Toronto 1                            |
| 2008-09         | 33  | 49  | .402 |                                 |                                                 |
| Total           | 462 | 654 | .414 |                                 |                                                 |
| Playoffs        | 11  | 20  | .355 |                                 |                                                 |

## Jugadors a destacar

### Per a recordar
- Vince Carter - Màxim anotador de la història dels Raptors; cinc vegades All-Star; campió del Concurs d'esmaixades de l'NBA.[44]
- Doug Christie
- Antonio Davis
- Donyell Marshall
- Charles Oakley
- Alvin Robertson
- Jalen Rose
- Jerome Williams
- Tracy McGrady - Era el millor defensor de l'equip i el segon millor anotador.
- Pascal Siakam
- Kyle Lowry
- Marc Gasol

## Direcció
| General managers - 1995–Març 1998: Isiah Thomas - Març 1998–Abril 2004: Glen Grunwald - Abril 2004–Juny 2004 (Interí): Jack McCloskey - Juny 2004–Gener 2006: Rob Babcock - Gener 2006–Febrer 2006 (Interí): Wayne Embry - 2006–present: Bryan Colangelo | Propietaris - 1995–1998: John Bitove, Allan Slaight, Isiah Thomas - 1998–present: Maple Leaf Sports & Entertainment |

### Entrenadors
| #     | Nombre d'entrenadors                                |
| PE    | Partits com a entrenador                            |
| V     | Victòries                                           |
| D     | Derrotes                                            |
| V–D % | Percentatge Victòries–Derrotes                      |
| *     | Ha passat tota la seva carrera als Toronto Raptors  |
| †     | Pertany al Basketball Hall of Fame com a entrenador |

| # | Nom            | Temporades | Temporada Regular | Temporada Regular | Temporada Regular | Temporada Regular | Playoffs | Playoffs | Playoffs | Playoffs | Assoliments                          |
| # | Nom            | Temporades | PE                | G                 | P                 | V-D%              | PE       | G        | P        | V-D%     | Assoliments                          |
| - | -------------- | ---------- | ----------------- | ----------------- | ----------------- | ----------------- | -------- | -------- | -------- | -------- | ------------------------------------ |
| 1 | Brendan Malone | 1995–1996  | 82                | 21                | 61                | .256              | —        | —        | —        | —        |                                      |
| 2 | Darrell Walker | 1996-1998  | 131               | 41                | 90                | .313              | —        | —        | —        | —        |                                      |
| 3 | Butch Carter*  | 1998-2000  | 165               | 73                | 92                | .442              | 3        | 0        | 3        | .000     |                                      |
| 4 | Lenny Wilkens† | 2000-2003  | 246               | 113               | 133               | .459              | 17       | 8        | 9        | .471     |                                      |
| 5 | Kevin O'Neill* | 2003–2004  | 82                | 33                | 49                | .402              | —        | —        | —        | —        |                                      |
| 6 | Sam Mitchell*  | 2004-2008  | 345               | 156               | 189               | .451              | 11       | 3        | 8        | .273     | 2006-07 Entrenador de l'any de l'NBA |
| 7 | Jay Triano*    | 2008–2009  | 65                | 25                | 40                | .385              | —        | —        | —        | —        |                                      |